# Carlo Iantaffi
Carlo Iantaffi, all'anagrafe Carlo Jantaffi Cappioli, con la J (Roma, 3 luglio 1905 – ...), è stato un attore e compositore italiano degli anni trenta e cinquanta.

## Biografia
Da ragazzo forma una compagnia teatrale con Nando Checchi e debutta con Tina Furlai al Cinema Teatro Rosa. Finita la tournée con Checchi, Jantaffi forma una propria compagnia: la Compagnia della Commedia Musicale, con la quale debutta al teatro Jovinelli.
Per il cinema, ha avuto un ruolo nel film L'ultima carrozzella con Anna Magnani, scritto da Federico Fellini e Aldo Fabrizi e diretto da Mario Mattoli.
Iantaffi è noto soprattutto nell'ambito del teatro ed è autore e compositore di molte canzoni, tra le quali alcuni grandi successi degli anni '30, '40 e '50, resi celebri dalle voci di Carlo Buti e Claudio Villa e prodotti da diverse case discografiche con l'Orchestra Cetra e l'Orchestra Ferruzzi. I suoi successi vengono interpretati da diversi cantanti, tra i quali Lando Fiorini.
Tra le sue canzoni di maggiore successo: Serenata a Maria; Serenata ar vento; Madonnella; Passione mia; Sogni di gioventù; Leggenda cinese; Mandolinata a mare; Torna primavera; Primarosa; Abbasso le donne; Fontanella romana; Maria Marì, 
Muore  all'età 61 anni colpito da un ictus.